# Генрі Батерс
Генрі Батерс, 3-й граф Батерс (англ. Henry Bathurst, 3rd Earl Bathurst 22 травня 1762  — 27 липня 1834) — британський урядовець з партії торі, син 2-го графа Батерста, міністр закордонних справ з жовтня по грудень 1809 року.

## Життєпис
Батерс був обраний до парламенту в 1783 році, а після смерті батька в 1794 році успадкував його титул та маєтки. 1789  —  вступив у шлюб з онукою 2-го герцога Річмонда. Завдяки дружбі з Вільямом Піттом він обіймав посаду лорда Адміралтейства (1783 —1789 роки) і лорда казначейства (1789 —1791 роки).  1793 —1802 роках брав участь в управлінні Британською Індією. У 1804 —1812 роках курирував національну торгівлю та монетний двір.
В уряді графа Ліверпула (1812 —1827 роках) Батерс виконував посаду міністра оборони і колоній, багато зробив для скасування работоргівлі.
Його ім'я було дано кільком містам і островам в Австралії та Канаді.  1817 — був нагороджений орденом Підв'язки. В кінці життя на посаді лорда-президента Ради протидіяв проведенню виборчої реформи .